# Jan Viklef

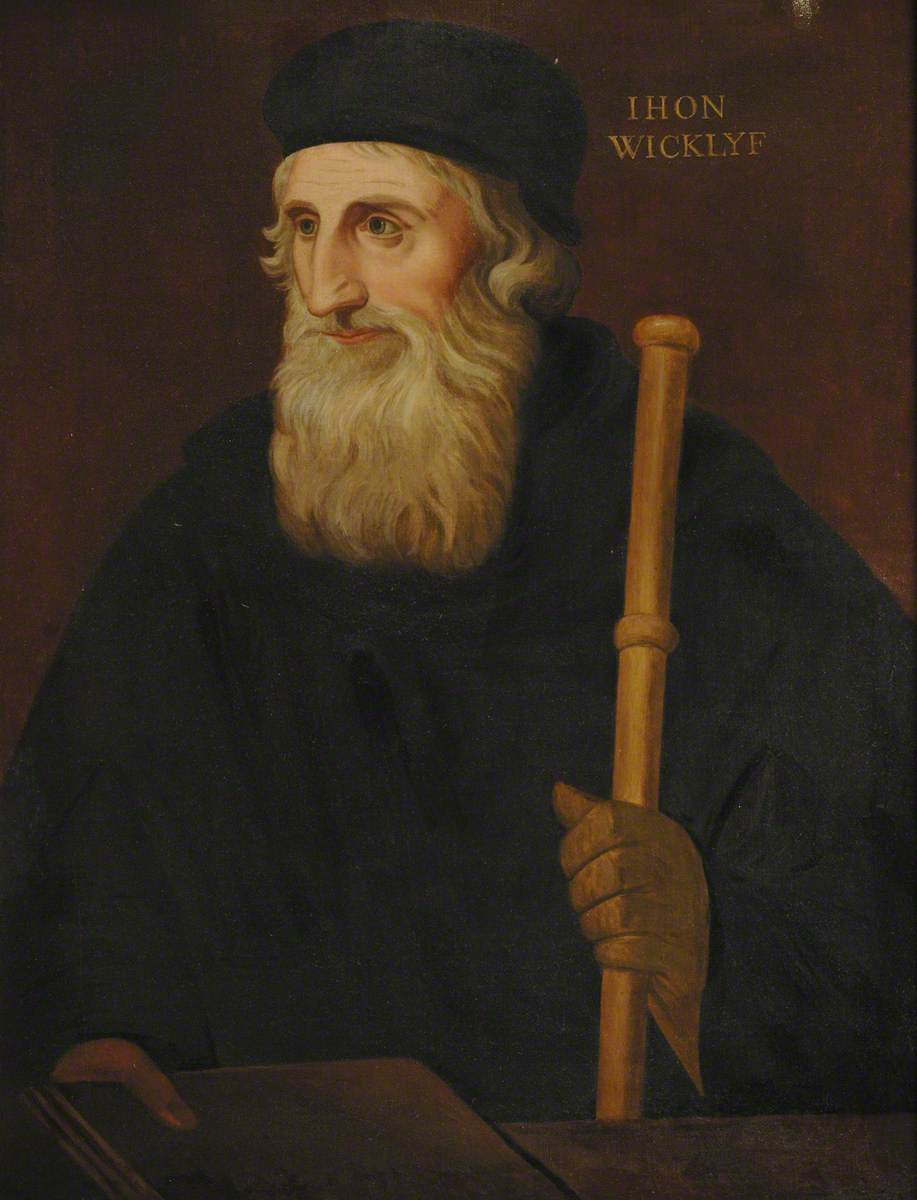
John Wycliffe (Thomas Kirby)

John Wycliffe (též Wyclif, Wycliff nebo Wickliffe), v češtině znám jako Jan Viklef, (asi 1320/1331? – 31. prosince 1384) byl anglický filozof, realista novoplatonského zaměření, teolog na Oxfordské univerzitě a propagátor reforem římskokatolické církve. Velká část jeho učení byla oficiálně odsouzena coby hereze. Viklefovými myšlenkami se výrazně inspiroval Jeroným Pražský a jeho prostřednictvím Jan Hus.

## Život
Pocházel z nepříliš bohatého anglosaského šlechtického rodu, který vlastnil pozemkový majetek v hrabství Yorkshire. Datum narození je nejisté, odhady badatelů se různí a pohybují se zhruba v rozmezí let 1320–1331. Sporné je též místo narození, buď tvrz ve vsi Wycliffu nad Teesou (Wycliffe-on-Tees), nebo šlechtické sídlo v městečku Hipswellu.
Kolem roku 1345 přišel Viklef do Oxfordu, kde vystudoval a většinu života působil, nejprve jako člen Merton College a pak jako správce Balliol College. V roce 1361 se stal mistrem svobodných umění, doktorem teologie roku 1372. V roce 1365 byl ustanoven „wardenem“, tj. dohlížitelem kněžského semináře (koleje) v Canterbury Hallu, ale v roce 1367 byl řízení koleje zbaven a vedení ústavu bylo svěřeno mnichům. Viklef se proti tomuto rozhodnutí odvolal k papeži Urbanovi V., ten však rozhodl v jeho neprospěch.
V té době rostla nespokojenost anglických šlechticů se vzrůstem moci a majetku duchovenstva i s papežskou politikou. Přehnané finanční nároky papežské kurie a bohatství a privilegované postavení kléru budily proticírkevní náladu. Viklef vystoupil před širší veřejnost, když se parlament usnesl, že již papeži nebude odvádět lenní poplatek. Viklef toto usnesení obhajoval. Papežové přesídlili roku 1309 do francouzského Avignonu a v tzv. stoleté válce mezi Anglií a Francií se stali spojenci nepřátelské Francie. Anglický parlament se snažil zabránit odlivu peněz do papežské pokladny a přijal zákony, které zakazovaly přijímat od papeže církevní úřady, platit mu za ně a uznávat výnosy jeho soudů. Papežská kurie odpověděla hrozbou církevní klatby.
V roce 1374 vyslal král Eduard III. do Brugg poselstvo, které tam mělo vyjednávat s plnomocníky papežskými o sporných otázkách. V čele poselstva stál králův syn Jan z Gentu, vévoda z Lancasteru, a jako jeho odborný poradce se jednání účastnil i Viklef. Jan z Gentu se stal Viklefovým ochráncem a k hmotnému zabezpečení mu poskytl faru v Lutterworthu (1374). I jako držitel této fary však Viklef působil až do roku 1382 v Oxfordu.
Ve svých spisech, zejména v traktátech De dominio divino (1373–1374) a De civili dominio (1370–1375), Viklef horlil proti papežskému zdaňování a obsazování anglických beneficií. Pokud mnišské řády přijaly zásadu chudoby, vlastní všechno své nezměrné bohatství neprávem. Církev se má vrátit k chudobě časů apoštolských, její veliký majetek jí nejen neprospívá, ale škodí, kněží se mají věnovat jen pastýřským povinnostem. Ve věcech světských moc králova není podřízena moci papeže a světská moc má právo odejmout kléru jeho statky. V traktátu De civili dominio Viklef také napsal, že člověk žijící v hříchu nemůže nic užívat spravedlivě, a tedy nemá právo na majetek. Pouze člověk, který je ve stavu milosti, je oprávněný k vykonávání vlády v církvi i ve státě.
Již v této době se zvedl proti Viklefovi odpor z církevních kruhů, zejména z řad mnichů. Na stálé žaloby proti němu papež Řehoř XI. poslal na jaře roku 1377 do Anglie pět bul, v nichž arcibiskupa, univerzitu i krále vyzývá k ráznému zakročení. Tyto buly se však minuly téměř úplně svým účinkem. Dne 21. června 1377 zemřel král Eduard III. a jeho nástupce, teprve desetiletý Richard II., zpočátku zcela podléhal vlivu vévody z Lancasteru, Viklefova příznivce. Teprve v březnu roku 1378 byl Viklef povolán k arcibiskupovi na zámek Lambeth. Na shromáždění prelátů se však osobně dostavila matka krále Richarda II. a varovala přítomné, aby proti Viklefovi nic nepodnikali. Postrašení preláti proto jen zakázali Viklefovi, aby své názory šířil veřejně.
V těchto letech vrcholilo Viklefovo tvůrčí úsilí. V traktátu De veritate sacre Scripture (1378) zdůrazňoval, že Písmo svaté je neomylný pramen učení Kristova, je to stěžejní norma, kterou je třeba poměřovat církev, tradici, koncily i papeže. Asi v této době začaly z jeho popudu práce na prvním anglickém překladu Bible (tzv. Viklifovská bible, angl. Wycliffite Bible), není ovšem jisté, zda se sám do jejího překládání zapojil.
V traktátu De ecclesia (1378) psal, že církev nepředstavují papež a duchovenstvo, nýbrž tvoří ji vyvolení Boží, jejichž hlavou je Kristus. Jestliže papež a preláti svým životem ukazují, že nepatří k vyvoleným Božím, nemohou duchovně vést církev Kristovu, ale jsou sborem satanovým. Viklef zde odmítl i odpustky, odpouštět hříšníku může jen Bůh, nikoliv kněz. V traktátu De potestate papae (asi 1379) odmítl božský původ papežství. Papež, který není opravdovým následovníkem Krista, je Antikrist. V traktátu De apostasia (asi 1379) tvrdil, že z církve Boží není možno člověka vyobcovat a člověk ji nemůže ani opustit, ledaže by to byla vůle Boží.
V traktátu De eucharistia (asi 1379) vyslovil Viklef pochybnosti o dogmatu transsubstanciace (přepodstatnění), tj. o učení, že při mešní oběti dochází k přeměně chleba a vína v pravé tělo a krev Ježíše Krista, a to takovým způsobem, že po proměňování zůstávají vnímatelné vlastnosti chleba a vína (barva, chuť, vůně), ale podstata chleba a vína je nahrazena podstatou těla a krve Kristovy. Viklef vystoupil proti tomuto ztotožnění chleba (hostie) s Kristovým tělem, chtěl se vrátit k duchovnějšímu chápání eucharistie, jaké dle něho bylo v církvi prvotní. Hrozil se představy, že kněz „dělá tělo Boží" nebo že věřící mohou tělo Kristovo drtit zuby. Viklef věřil, že chléb a víno zůstanou i po pronesení konsekračních slov zachovány (tzv. remanence) a Kristus je v hostii přítomen svátostně a duchovně („jako duše v těle").
Platné učení církve o eucharistii však bylo vyhlášeno papežem Innocencem III. jako dogma o transsubstaciaci roku 1215 (4. lateránský koncil) s obvyklým dodatkem, že každý, kdo by věřil a tvrdil jinak, je kacíř. Nepřátelé Viklefa, především z řad mnišských řádů, ho zasypávali obviněními z kacířství. Zatímco dříve byl často Viklefovi dáván titul venerabilis doctor („ctihodný doktor") nebo doctor evangelicus („evangelický doktor"), začíná být po roce 1379 stále častěji označován jako exsecrabilis seductor („zlořečený svůdce"). Viklef ale nemínil ustoupit a dne 10. května 1381 zveřejnil spis De eucharistia confessio, v němž i nadále hájil své názory o eucharistii.
Viklefovy myšlenky někteří kněží ve zjednodušené podobě zprostředkovávali širší veřejnosti a podnikali kazatelské cesty po celé zemi (lollardi). V roce 1381 vypuklo veliké selské povstání vedené Watem Tylerem. Viklef povstání zavrhoval, nicméně vina byla jeho odpůrci sváděna na něho, a to tím spíše, že v traktátu De blasphemia (1381) se dožadoval mírnějšího soudu vůči rebelům. Bylo též poukazováno na nespornou shodu mezi hesly rebelů a Viklefovým učením o pravé a nepravé vládě.
V té době upadl v nemilost i vévoda Jan z Gentu a nemohl již Viklefa účinně chránit. V květnu 1382 se sešlo shromáždění anglických prelátů a dne 21. května 1382 odsoudilo 29 článků z Viklefova díla, Viklef sám však v usnesení jmenován nebyl. Královským mandátem z 13. července 1382 bylo nařízeno odstranit z Oxfordu všechny přívržence Viklefových názorů. Také Viklef byl donucen Oxford opustit a od konce roku 1382 až do své smrti žil na své faře v Lutterworthu.
Na této faře Viklef dokončil traktát Dialogus (1378–1383), v němž opět zdůraznil, že Kristus vyvolil duchovenstvo, aby se staralo o věci duchovní, a ne aby mělo starost o majetek a světské panování. Duchovní, kteří nešetří příkazů Kristových, jsou kněžími Antikristovými. Vedle řady polemických traktátů proti papeži, prelátům a mnichům zde vzniká i poslední velké Viklefovo dílo, Trialogus (1382–1383), který je souhrnem jeho teologických i filozofických názorů.
Dne 28. prosince 1384 byl Viklef postižen při mši záchvatem mrtvice a 31. prosince 1384 na faře v Lutterworthu zemřel. 

## Po smrti
I po jeho smrti pokračovalo tažení proti jeho názorům. V roce 1388 nařídil král Richard II., aby všechna Viklefova díla i pojednání jeho přívrženců byla konfiskována, nikdo je nesmí vlastnit ani opisovat. Anglický zákon z roku 1401 (De heretico comburendo) hrozil všem, jimž by bylo dokázáno šíření kacířských myšlenek, trestem smrti upálením. Také v Praze arcibiskup Zbyněk Zajíc z Hazmburka vydal v červnu 1410 příkaz shromáždit Viklefovy spisy a pak je nechal veřejně spálit na dvoře svého malostranského paláce (16. července 1410).
Na kostnickém koncilu v roce 1415 bylo zatraceno 45 vět z Viklefových spisů. Viklef byl prohlášen za kacíře a koncil nařídil, aby Viklefovy kosti byly vyňaty z posvěcené půdy a spáleny. Došlo k tomu na jaře roku 1428, kdy na výzvu papeže Martina V. byly v Lutterworthu ostatky Viklefovy vykopány, spáleny a popel z nich byl vhozen do řeky Swiftu.
Traktáty Jana Viklefa přinášeli do Čech studenti vracející se z anglických univerzit. To byl jeden z výsledků česko-anglických kontaktů, které zesílily po sňatku Anny Lucemburské s Richardem II. (Anna, dcera Karla IV., byla v Anglii velmi oblíbená, také se zastala povstalců a prosila o shovívavost při jejich potrestání.)
Viklefovy myšlenky silně ovlivňovaly české vzdělance na přelomu 14. a 15. století, a to jmenovitě např. Stanislava ze Znojma, Jana Husa, Jeronýma Pražského, Jakoubka ze Stříbra. Anglický viklefovec Petr Payne, který v únoru 1415 přišel do Prahy, se stal významnou postavou českého reformního hnutí. Mnoho z Viklefových názorů později převzala protestantská reformace.

## Dílo

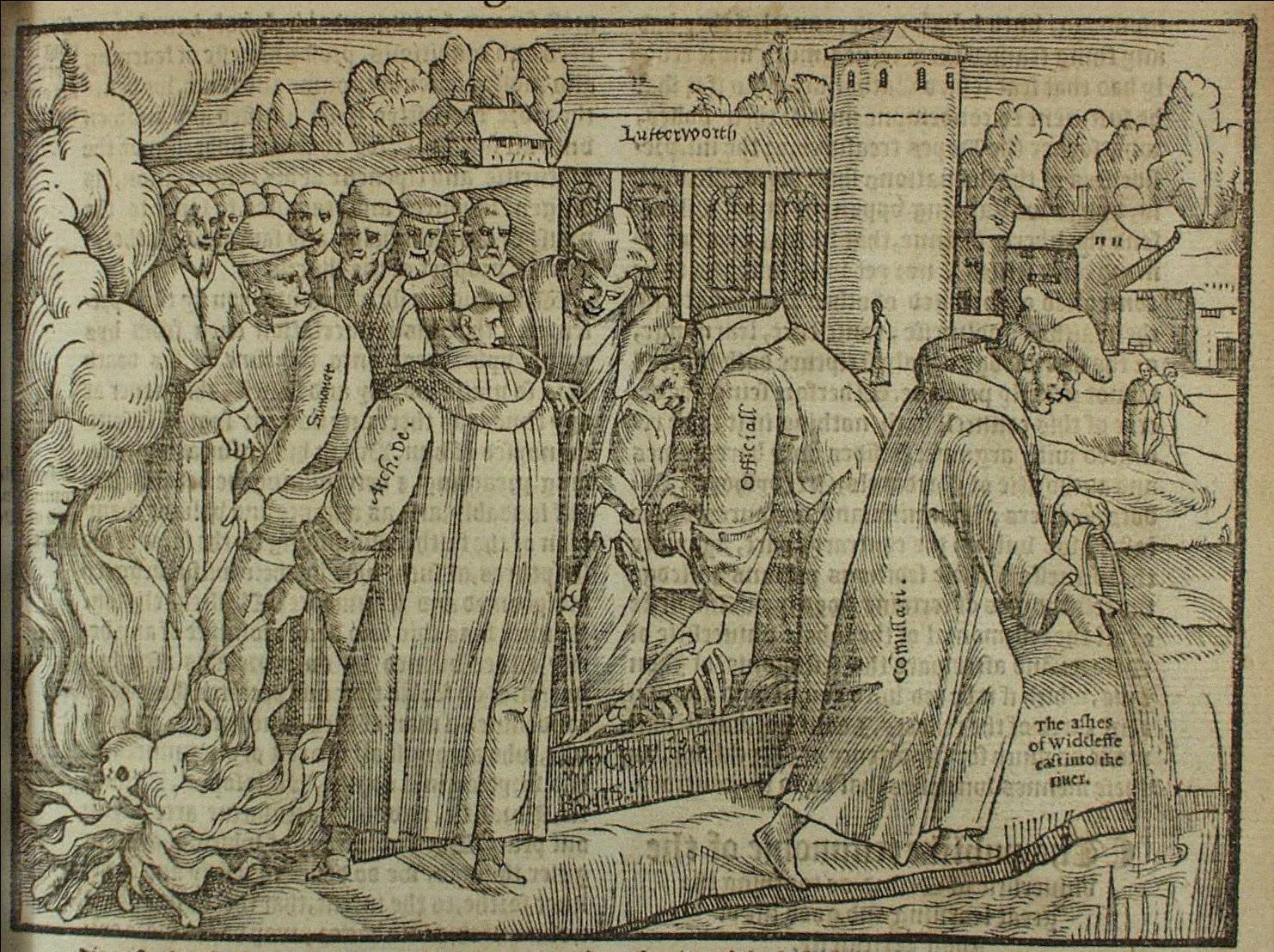
Wyklefovy kosti byly v roce 1428 spáleny. Z knihy Johna Foxe (1563)

V letech 1883–1922 vyšlo v Londýně 36 svazků Viklefových spisů (přetisk ve Frankfurtu v r. 1965). Některá díla však ještě nejsou vydána. V Čechách se ujaly Viklefova odkazu všechny husitské směry a za dochování monumentálního Viklefova díla vděčíme do značné míry husitským písařským dílnám. Proto je v českých knihovnách zachováno více rukopisných opisů jeho děl než v Anglii.

### Některé důležitější práce
- De logica (O logice), asi 1360.
- Summa de ente (Suma o jsoucnu), asi 1362–1372.
- De materia et forma (O látce a tvaru), asi 1370–1372.
- Tractatus de benedicta incarnatione Verbi (Traktát o blahořečeném vtělení), 1372.
- De dominio divino (O božím panství), 1373–1374.
- De civili dominio (O civilním panství) [Summa theologiae III-V],1370–1375.
- De veritate Sacrae Scripturae (O pravdivosti svatého Písma) [Summa theologiae VI], 1378.
- De ecclesia (O církvi) [Summa theologiae VII], 1378.
- De officio regis (O povinnostech krále) [Summa theologiae VIII], asi 1379.
- De potestate papae (O moci papeže) [Summa theologiae IX], asi 1379.
- De apostasia (O odpadnutí) [Summa theologiae XI], asi 1379.
- De eucharistia (O eucharistii), asi 1379.
- De eucharistia confessio (Vyznání o eucharistii), 10. 05. 1381.
- De blasphemia (O rouhání) [Summa theologiae XII], 1381.
- Summa theologiae (Suma teologická) [12 traktátů z let 1375–1381].
- De contrarietate duorum dominorum (O protikladnosti dvou pánů), 1382.
- De Cruciata. Contra bella clericorum (O křížové výpravě. Proti kněžským válkám), asi 1383.
- Dialogus sive Speculum Ecclesiae Militantis (Dialog aneb Zrcadlo církve bojující), 1378–1383.
- De perfectione statuum (O zdokonalení stavů), 1383.
- De triplici vinculo amoris (Trojnásobný svazek lásky), 1383.
- De citationibus frivolis (O bezpodstatných předvoláních), asi 1383.
- Trialogus (Rozhovor tří), 1382–1383.
- Opus evangelicum (Evangelické dílo), 1383–1384. [Jde o komentář k částem evangelia Matoušova a Janova, který Viklef již nedokončil.]

### České překlady
- WYCLIFFE, John. Mistra Jakoubka ze Stříbra Překlad Viklefova dialogu. Přeložil Jakoubek ze Stříbra. Praha: Česká akademie císaře Františka Josefa pro vědy, slovesnost a umění, 1909, XXXVIII, 197 s. [Vydání staročeského textu.]
- KAŇÁK, Miloslav. John Viklef: život a dílo anglického Husova předchůdce. Vyd. 1. Praha: Ústřední církevní nakladatelství, 1973. 233 s. Kniha obsahuje český překlad následujících Viklefových spisů:
  - Dialogus sive Speculum Ecclesiae Militantis (Dialog aneb Zrcadlo církve bojující), výňatek v novočeském překladu na str. 102–111.
  - Summa de ente (Suma o jsoucnu), výňatek na str. 113–131.
  - De citationibus frivolis (O bezpodstatných předvoláních), str. 133–143.
  - De contrarietate duorum dominorum (O protikladnosti dvou pánů), str. 145–156.
  - De Cruciata. Contra bella clericorum (O křížové výpravě. Proti kněžským válkám), str. 159–180.
  - Z biblických komentářů, str. 183–198.
  - Trialogus (Rozhovor tří), výňatek na str. 201–211.
- MOLNÁR, Amedeo, ed. Slovem obnovená: čtení o reformaci. 1. vyd. Praha: Ústřední církevní nakladatelství, 1977. 265 s., [32] s. obr. příl. Kniha obsahuje:
  - De civili dominio (O civilním panství), krátký výňatek na str. 21–22.
  - De veritate Sacrae Scripturae (O pravdivosti svatého Písma), výňatek na str. 22–23.
  - Dialogus sive Speculum Ecclesiae Militantis (Dialog aneb Zrcadlo církve bojující), výňatek v překladu Jakoubka ze Stříbra, str. 23–25.